# Lacadée
Lacadée es una comuna francesa de la región de Aquitania en el departamento de Pirineos Atlánticos. Esta localidad incluye a la pedanía de Mousseigne.
El topónimo Lacadée fue mencionado por primera vez en el año 1471 con el nombre de La Cadeye.

## Demografía
| 149 | 167 | 380 | 204 | 234 | 247 | 279 | 299 | 227 | 235 | 212 | 244 | 213 | 217 | 225 | 202 | 203 | 186 | 189 | 173 | 156 | 138 | 131 | 144 | 137 | 121 | 124 | 110 | 116 | 101 | 117 | 110 | 105 | 119 |
| Para los censos de 1962 a 1999 la población legal corresponde a la población sin duplicidades (Fuente: INSEE [Consultar]) |     |     |     |     |     |     |     |     |     |     |     |     |     |     |     |     |     |     |     |     |     |     |     |     |     |     |     |     |     |     |     |     |     |